# Junta Departamental de Colonia
La Junta Departamental de Colonia es el órgano que ejerce el poder legislativo del Departamento de Colonia. Sus miembros son electos a través del sufragio cada cinco años en las elecciones departamentales.

## Comisiones

### Permanentes
- Asistencia Social, Asuntos Laborales, Derechos Humanos y Género y Equidad
- Asuntos Internos y Cuentas
- Cultura, Deportes y Juventud
- Ganadería, Agricultura, Pesca y Bienestar Animal
- Hacienda
- Higiene y Ambiente
- Legislación y Régimen
- Obras Públicas
- Tránsito y Transporte
- Turismo y Asuntos Económicos

### Comisiones externas que integran Ediles Departamentales[1]
- Comisión Directiva de Hogares Estudiantiles
- Comisión para el estudio de becas con la Universidad de la Empresa (UDE)
- Mesa Departamental de Desarrollo Rural
- Comisión de pasantías de la Intendencia de Colonia
- Comisión Evaluatoria para asignar becas de transporte pertenecientes a la Oficina de Extensión Social
- Gestión de Funcionamiento y Ejecución del proyecto +Colonia
- Comisión sobre fábrica Yazaki

## Legislatura actual
| Lema             | Sublema                        | Lista           | Edil                                       |
| ---------------- | ------------------------------ | --------------- | ------------------------------------------ |
| Partido Nacional | Activá Colonia                 | 12              | Luis López                                 |
| Partido Nacional | Activá Colonia                 | 12              | Ana Mederos                                |
| Partido Nacional | Activá Colonia                 | 12              | Emilio Della Santa                         |
| Partido Nacional | Activá Colonia                 | 128             | Alejandro Brusco                           |
| Partido Nacional | Activá Colonia                 | 128             | Roberto Calvo                              |
| Partido Nacional | Activá Colonia                 | 2828            | Eduardo Helbling                           |
| Partido Nacional | Activá Colonia                 | 2828            | Sergio Berton                              |
| Partido Nacional | Nuestra propuesta para Colonia | 3904            | Alejandro Fioroni (Coordinador de bancada) |
| Partido Nacional | Nuestra propuesta para Colonia | 3904            | Belén Pizarro                              |
| Partido Nacional | Nuestra propuesta para Colonia | 3904            | Martín Manitto                             |
| Partido Nacional | Nuestra propuesta para Colonia | 3904            | Félix Osinaga                              |
| Partido Nacional | Nuestra propuesta para Colonia | 9904            | Luis Garat                                 |
| Partido Nacional | Nuestra propuesta para Colonia | 9904            | Horacio Neves                              |
| Partido Nacional | Nuestra propuesta para Colonia | 1919            | Julio Basanta                              |
| Partido Nacional | Todos por Colonia              | 2025            | Ariel Mezzacappa                           |
| Partido Nacional | Todos por Colonia              | 19              | Walter Zimmer                              |
| Partido Nacional | Colonia para adelante          | 40              | Felipe Durán                               |
| Partido Nacional | Colonia nuestro lugar          | 6904            | Óscar Latorre                              |
| Partido Nacional | Colonia Wilsonista             | 4904            | Daniel Geymonat                            |
| Frente Amplio    | Derecho al futuro              | 609             | Mónica Rivero (Coordinadora de bancada)    |
| Frente Amplio    | Derecho al futuro              | 609             | Pablo Cruz                                 |
| Frente Amplio    | Derecho al futuro              | 609             | Lucy Prendes                               |
| Frente Amplio    | Derecho al futuro              | 609             | Javier Sallé                               |
| Frente Amplio    | Derecho al futuro              | 93              | Magdalena Fuentes                          |
| Frente Amplio    | Derecho al futuro              | 212195 / 212095 | Ariel Beltrán                              |
| Frente Amplio    | Unidad para los cambios        | 1001            | Carlos Fernández                           |
| Frente Amplio    | Unidad para los cambios        | 95808 / 738     | Emmanuel Martínez                          |
| Frente Amplio    | Sumemos espacio Uruguay        | 90 / 9090       | Federico Olaverry                          |
| Frente Amplio    | Sumemos espacio Uruguay        | 2040 / 949      | Pedro Leizagoyen                           |
| Frente Amplio    | Compromiso sumemos, Uruguay    | 711 / 1711      | Daniel Almada                              |
| Partido Colorado | Vamos Colonia                  | 1010            | Malvina Sarett (Coordinadora de bancada)   |